# لغة العرب
مجلة لغة العرب  هي مجلة دورية أدبية شهرية أصدرها الآباء الكرمليون بالعراق. أسسها الأب أنستاس الكرملي العالم اللغوي في بغداد عام 1911م فصدرت أعدادها حتى سنة عام 1914 حين قامت الحرب العالمية الأولى ونفى الإنكليز مؤسس المجلة أنستاس الكرملي إلى قيصرى بالأناضول حتى سنة 1926م حين استؤنف إصدارها حتى عام 1931.

## روابط خارجية
- تحميل أعداد مجلة لغة العرب من المكتبة الوقفية.